# Aeroportul Dawson Creek
Aeroportul Dawson Creek (IATA: YDQ, ICAO: CYDQ) este un aeroport din Columbia Britanică, Canada ce deservește zona Dawson Creek. A fost numit după zona deservită.
Situat la o altitudine de 655 m, aeroportul dispune de 1 pistă.

## Infrastructură

### Piste
Aeroportul dispune de o singură pistă. Pista 07/25 are suprafața de asfalt și dimensiunile 1.524 m × 45 m. 